# Catafilia

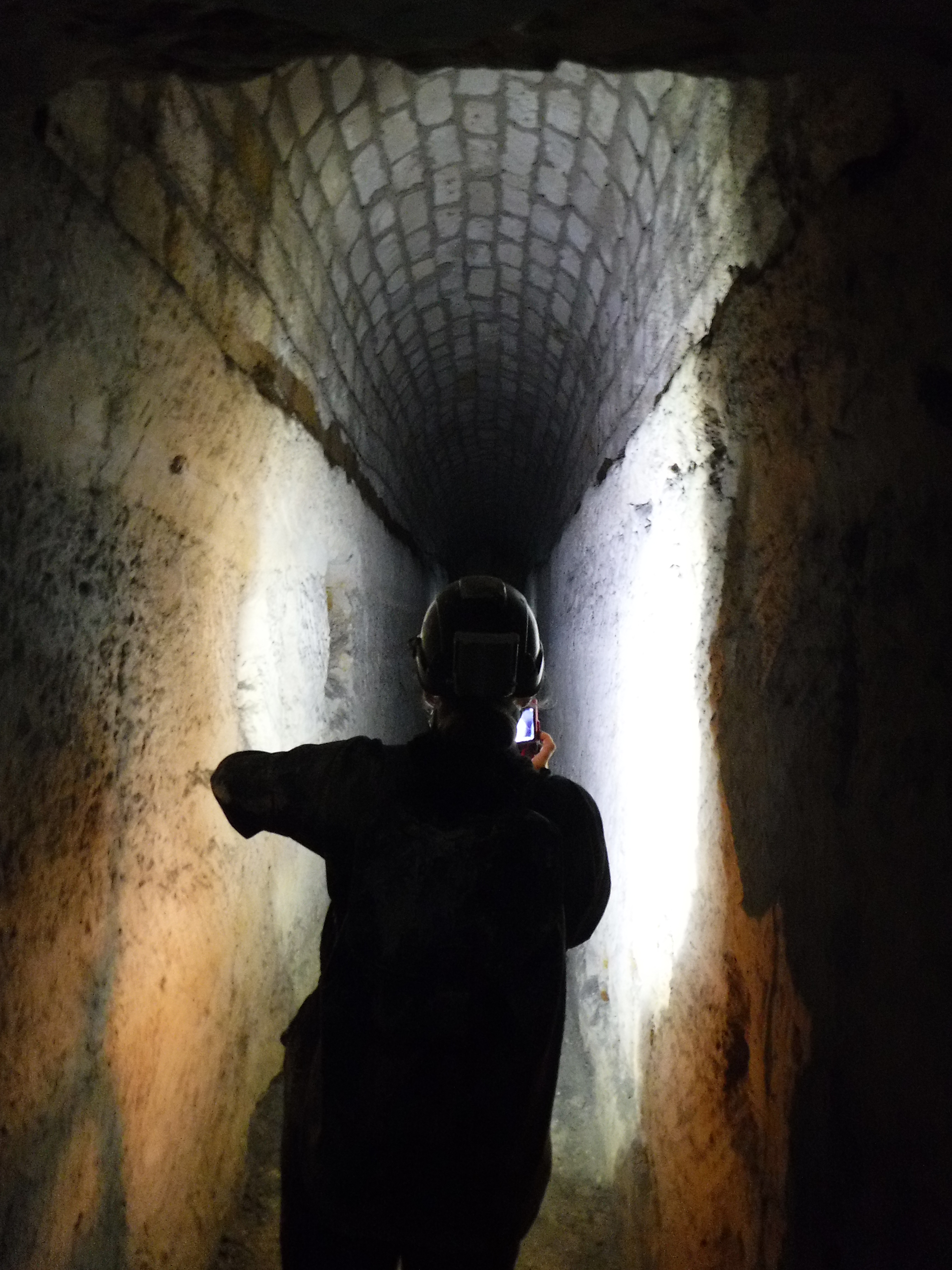
Catáfilo visitando las catacumbas de París en 2019.

La catafilia es la actividad consistente en visitar de forma clandestina las antiguas catacumbas y canteras subterráneas de París. La persona que practica este tipo de exploración urbana es un catáfilo.

## Visitas no autorizadas
La entrada a la mayoría de las catacumbas es ilegal debido a los riesgos que conlleva ingresar a este y la parte abierta al público es, solo una pequeña parte de una extensa red de túneles que se extiende por alrededor de 280 kilómetros de longitud y atraviesa el subsuelo de la capital francesa. El sistema de túneles es complejo y, aunque algunos tienen placas que indican el nombre de la calle situada arriba, es fácil perderse. Algunos pasajes son bajos o estrechos y otros están parcialmente inundados por las filtraciones de la lluvia. Hay cables telefónicos, tuberías y otros impedimentos que pueden obstaculizar el avance, así como derrumbes que ocasionalmente afectan la estructura de los túneles. Debido a estos peligros, el acceso a las catacumbas sin escolta oficial es ilegal desde el 2 de noviembre de 1955. Las personas capturadas por el E.R.I.C, la policía especial que patrulla las minas (conocida coloquialmente como «cataflics»), deben pagar una multa de 150 euros. Si el acceso se realiza a través de una línea de ferrocarril perteneciente a la SNCF, la multa puede ascender hasta los 3.750€ y puede llevar a hasta seis meses de prisión.
Existen entradas secretas por todo París y en ocasiones es posible ingresar a las minas a través de las alcantarillas, el metro y ciertos puntos de acceso. La gente utiliza estas entradas para reunirse clandestinamente, buscar objetos de valor, celebrar fiestas y raves o simplemente explorar el lugar.
En septiembre de 2004, la policía francesa descubrió una sala de cine clandestina dirigida por les UX, un movimiento artístico francés que busca transmitir sus ideas a través de lugares subterráneos.
Los catáfilos suelen descender durante un día, una noche o quizás una semana para explorar, fotografiar, pintar murales y grafitis, cartografiar los túneles y crear mapas, limpiar y adecentar salas y cavar chatières (túneles muy estrechos por los que sólo se puede gatear).